# 郭華萍
郭華萍（英語：Guo Hua Ping；1990年8月31日—），菲律宾商人、政治人物，原菲律宾班班市市长。其被指控持偽造菲律賓身份文件（如出生证明）以掩盖其中华人民共和国公民身份，在菲律宾经商和参与选举，且有迹象表明其是非法网络博彩业的重要“保护伞”。她自2022年6月30日任丹轆省班班市市長，2024年6月因涉入詐騙案遭停職。
她的出身背景充滿爭議，且说法不一。原先，她自稱名為愛麗絲·萊爾·郭（英語：Alice Leal Guo），是在1986年出生於菲律賓的中菲混血兒。2024年6月菲律賓國家調查局透過指紋比對发现，她的指纹信息与2003年13歲時持中華人民共和國護照入境的中國人郭華萍一致。但她通常坚称其母亲是菲律宾人，她的菲律宾公民身份合法。在菲律宾媒体和国会有关调查中，她经常被称为“中国间谍”或“中国的代理人”，菲律宾反对党参议员洪蒂维罗斯是间谍指控的主要支持者。
郭否認相關指控後旋即在7月循非法途徑逃亡國外。菲律賓政府随即通过悬赏令和跨国合作对其进行追捕。在涉嫌網路詐騙的郭家相關人等非法逃亡後，同年8月菲律賓政府已註銷郭華萍全家及共犯等7人的護照，並發布通緝令，9月5日時在印尼雅加達丹格朗被逮捕，9月6日押回菲律賓馬尼拉拘留等待受審。
2025年6月，馬尼拉地方法院判決，郭華萍為中華人民共和國公民，市長職位無效。

## 生平

### 出生和血統
郭華萍的早年生活和教育背景的細節存在爭議。根據菲律賓國家調查局披露郭華萍的中國護照副本和指紋記錄，證實愛麗絲·郭和在1990年8月31日出生在中國福建省的中國公民郭華萍為同一人。其於2003年1月12日使用中國護照入境菲律賓，時年12歲。根據郭華萍的特殊投資居留簽證，其登記的母親名為林文藝（Lin Wenyi）。
根據郭華萍出席菲律賓參議院聽證會的質詢時，其聲稱自己在1986年7月12日出生於丹轆省馬塔塔利布村的家中。菲律賓國家調查局的清查文件顯示，有兩個名為愛麗絲·萊爾·郭的人，其中一個住在奎松市，也於1986年7月12日出生，與郭華萍聲稱的出生日期相同，但外貌不同。報告所提供奎松市地址的居民表示，他們不知道有名為愛麗絲·郭的人住在那裡。
郭華萍聲稱她的父親是華裔，截至2024年已70歲，但不同文件顯示他的國籍存在差異。雖然他的出生證明將他標識為安傑利托·郭（Angelito Guo）的菲律賓人，但他的商業記錄卻顯示他為出生於1958年的中國公民Jian Zhong Guo。郭華萍母親身份也被質疑，根據郭華萍的聲稱和出生證明，她的母親是一名名為阿米莉亞·萊爾·郭（Amelia Leal Guo）的菲律賓女傭，或者根據巴倫蘇埃拉的消息來源和郭家的特殊投資居留簽證申請文件，其母是名為林文藝（1971年出生）的中國商人。郭華萍聲稱她是父親與前者的私生女，因此其出生並成長於其父親的以養豬為生的農場。然而，當郭華萍、希拉·萊爾·郭（Shiela Leal Guo，1984年出生）和斯文·萊爾·郭（Seimen Leal Guo，1988年或1990年出生）的出生證明顯示郭父和阿米莉亞·萊爾·郭與其子女出生時的年齡不一致，以及他們矛盾地在丹轆省婚姻註冊出現兩個不同結婚日期：1982年10月14日和1987年1月21日。此外，菲律賓統計局發現這對夫婦沒有現存的出生和結婚記錄。郭華萍最初否認認識希拉·郭和斯文·郭，但移民局記錄顯示他們曾一起出國旅行。她後來確認兩人是她的兄弟姐妹，儘管他們的出生證明顯示他們是同父同母兄弟姐妹。後來發現郭還有一個名為威斯利（1990年出生）的同父同母兄弟，據報導其還有另外五個兄弟姐妹。同時，郭父和林文藝是多家企業的共同創辦人，並根據菲律賓證券交易委員會和國稅局的資料，與郭華萍聲稱的奎松市地址相同。郭華萍聲稱林文藝是她父親的情人和商業夥伴，而不是她的生母，並且阿米莉亞·萊爾·郭是確實存在的人物。

### 早年生活及教育
包括來自維爾根德洛斯雷梅迪奧斯村的班班居民，表示郭華萍曾在那裡生活和成長，並補充說她還有一個兄弟姐妹。郭表示她的家人以養豬為生，她在農場長大。她還聲稱她的青少年時期是在丹轆省的康塞普西翁度過。此外，她公司的註冊記錄顯示她在布拉干省馬禮勞和馬尼拉大都會巴倫蘇埃拉有居住地，並提到她父母在後者經營刺繡業務。然而，據參議員張僑偉透露，不存在郭華萍口中的業務，她在巴倫蘇埃拉的登記住址屬於與郭家無關的家族。
郭華萍在菲律賓參議院聯合委員會調查的證詞中表示她是接受家庭教育。然而，她的出生直到2005年11月22日才被登記，這使人們對她的早期生活產生懷疑，因為缺乏醫院出生記錄以及她無法確定誰為她提供的家庭教育。缺乏傳統教育記錄引發對她學歷的質疑，包括她是否上過大學。在參議院調查期間，她無法回憶起她的出生和早期生活的細節，導致她在網上被嘲笑，人們甚至將她與2010年菲律賓電影《我的失憶女孩》相提並論。

### 居留權
根據郭華萍在2021年提交給選舉委員會的市長候選人資格證明，她宣稱未婚，並表示在菲律賓終生居住，截至當時她已在班班的註冊地址居住18年。事實上，她於2021年4月才註冊為班班的選民，距離2022年大選僅有13個月，而選舉委員會發言人約翰·雷克斯·勞迪昂科表示，她在2018年就已註冊。她還聲稱，自17到19歲，即大約2003到2005年起，她持有的唯一護照是菲律賓護照。郭家的特殊投資居留簽證申請文件顯示，她以郭華萍名義持有中華人民共和國護照，並於2003年1月12日，以12歲之齡移居菲律賓。

### 其他
關於郭華萍的個人關係也出現矛盾的細節。在參議院的聽證會上，參議員金戈伊·埃斯特拉達表示，郭華萍有一個同居伴侶，負責協助網路博彩業務，而郭華萍則聲稱自己單身。郭華萍還表示，她的母語是菲律賓語，只會說一些閩南語詞彙。她的邦板牙語不太流利，這是班班常見的語言。
據稱郭華萍擁有一輛邁凱倫620R，她否認這一點。她堅稱這輛車是從朋友那裡借來參加丹轆省康塞普西翁的車展活動。截至2024年5月，陸路運輸辦公室記錄顯示有12輛車登記在郭華萍的名下，而非其任何一家企業所有，其中不包括那輛邁凱倫。郭華萍表示，她個人使用的汽車是傳祺GS8。

## 政治生涯
2021年10月，郭華萍提交市長候選人證書，以獨立候選人身分競選丹轆省班班市市長。她選擇前市長萊昂納多·阿努西翁作為副市長競選搭檔。在2022年選舉的競選期間，她支持邦邦·馬可斯和薩拉·杜特爾特競選菲律賓總統和菲律賓副總統。根據她的捐款和支出報表，她的競選費用超過134000比索。2024年，她表示在競選期間得到朋友和「上屆政府」支持。
2022年5月，郭華萍贏得市長競選，獲得16503票，擊敗得票相近的對手阿努普爾村村長喬伊·索爾廷，他在七項投票中獲得16035票。她於2022年6月30日上任，啟動包括提供免費的醫療、牙科、文件服務和為狗和貓進行狂犬病疫苗接種。2023年第三季度，班班獲得內政和地方政府部頒發的良好地方治理獎後，郭華萍加入民族主義人民聯盟。
儘管在2024年參議院調查中引發爭議，但除非被判有罪，郭華萍仍有資格參加2025年選舉。2024年6月3日，作為對她涉嫌參與菲律賓離岸博彩運營商調查的一部分，郭華萍與班班市商業許可官員埃德溫·奧坎波以及市法律官阿登·西瓜一同被監察專員下令預防性停職六個月。該命令提到還要處理5月24日內政和地方政府部的投訴。
郭華萍於2024年6月22日被民族主義人民聯盟開除黨籍。

### 披露財務情況
根據她在2023年12月的資產、負債和淨值報告，郭華萍報告其淨值為1.775億比索，資產總計為3.67億比索，負債超過1.89億比索。她的資產包括自2008年以來購置的九處房產，分別位於馬禮勞、班班和卡帕斯，總價超過2000萬比索；3輛每輛價值200萬比索的傾卸卡車；以及一架最近賣給一家未公開英國公司的直升機，價值6000萬比索。郭華萍也申報在幾家公司中的股份、價值150萬比索的珠寶，以及持有1.98億銀行存款和現金 。
然而，郭華萍以前的財務申報中出現不一致之處。 根據GMA綜合新聞調查報導，她在2022年6月30日的資產、負債和淨值報告中報告其資產約為4.296億比索。而在2022年7月1日修訂的資產、負債和淨值報告顯示，她的淨值降至2.86億比索，刪除房地產、俱樂部股份和1.38億比索的土地購置押金，這些項目後來在2022年12月31日得以恢復。

## 商業生涯
在進入政界之前，郭華萍有著豐富的商業背景，根據資產、負債和淨值報告記錄，自2010年以來，她擔任公司創始人並持有至少11家公司的大量股份。

### 空中的士業務
在2024年的參議院調查中，郭華萍承認擁有一架直升機，她於2019年購買並在2024年出售給一家未公開的英國公司。她表示，本打算將這架直升機用於空中的士業務，但由於該業務未達到預期，她被迫出售這架直升機。

### 汽車經銷業務
Westcars Incorporated是與郭華萍有關的企業之一。這是一家於2016年3月16日註冊的汽車經銷商。參議員黎薩·洪提維洛斯在參議院調查中指控郭華萍擁有16輛車，包括運動型多功能車、麵包車和卡車，郭華萍解釋這些車輛與Westcars的業務有關。

### 涉嫌經營菲律賓離岸博彩
參議員張僑偉揭露郭華萍與Zun Yuan Technology, Inc.有聯繫，該公司是一家線上博彩公司，在菲律賓註冊為菲律賓離岸博彩運營商。她於2022年當選之前，郭華萍已申請Hongsheng Gaming Technology, Inc.的牌照；並在2020年底得到市議會批准其成立和運營。然而，Hongsheng的版照在2022年被菲律賓娛樂及博彩公司取消。2019年，郭華萍、張瑞金、林寶英、雷切爾·瓊·馬隆佐·卡倫和賽普勒斯公民Huang Zhiyang一同成立Baofu Land Development。此外，有報導稱，郭華萍佩戴一條價值1.19億比索（203000美元）的寶格麗項鍊、一件路易威登絲綢襯衫和一個香奈兒手袋。
該線上博彩中心位於由Baofu Land Development, Inc.所擁有的地產內，該地產位於班班阿努普爾村市政大樓後面，其已被當局突襲兩次：2023年2月，該處涉嫌參與加密貨幣投資詐騙；2024年3月，該處涉嫌人口販運和其他網絡犯罪；當時，其已更名為Zun Yuan。
2024年5月的參議院調查中，參議員們根據情報報告表示，該線上博彩中心內居住著涉嫌參與網絡犯罪和監視活動的「僱員」。與此同時，郭華萍反駁對她的指控，聲稱她是該地產的前業主，而她的車輛被發現在該中心內，該車早在2020年已售出。郭華萍表示，作為Baofu的創始人之一，她在進入政界後已賣掉自己的股份。
在調查期間，參議員里萨·洪蒂佛罗斯指控郭華萍可能是一名經過訓練滲透菲律賓政府並「影響菲律賓政治」的中國「特工」。對於這些指控，郭華萍表示失望，稱她因被媒體公審而令人「草率判斷」。郭強調她「不是包庇者，不是線上博彩的保護者」，隨後她接受菲律賓記者凱倫·達維拉採訪時補充說，參議員們對她私生活的質詢讓她感到震驚，她反對線上博彩。
2024年5月16日，菲律賓副檢察長梅納爾多·格瓦拉表示，他指派一個「律師團隊」調查郭華萍是否非法「擁有或行使公職」，作為根據《修訂法院規則》第66條提起保證書訴訟的前奏。5月23日，參議院議長弗朗西斯·埃斯庫德羅表示，關於郭華萍公民身份的舉證責任在於原告。
內政和地方政府部在5月17日提交的最新報告中，建議菲律賓監察員暫停郭華萍的職務，因為在調查她與線上博彩的關係期間有「令人不安的發現」。然而，監察員塞繆爾·馬蒂雷斯告訴24 Oras，他的辦公室收到是內政和地方政府部未簽署的專案組事實調查報告副本。實際上，監察員將郭華萍的案件發回，暗示內政和地方政府部應當附上法律文件，先提交有效的刑事訴訟再進行預防性停職刑事調查。班班的副市長萊昂納多·安努西亞西翁表示沒有理由暫停郭華萍的職務，而蒙卡達市長埃斯特利塔·阿基諾是菲律賓城市聯盟丹轆省分會主席，郭華萍也是的該聯盟成員之一，擔任司庫。她為郭華萍辯護，稱她「樂於助人且容易相處」，並且班班在她的領導下有了進步。國家人民聯盟宣佈對郭華萍展開調查，黨員張僑偉敦促國家人民聯盟將她開除黨籍。 6月1日，內政和地方政府部宣佈已於5月24日向監察員提起刑事訴訟，指控郭華萍貪污。6月21日，總統反有組織犯罪委員會向司法部提起刑事訴訟，指控郭華萍和其他13人涉及班班線上博彩公司的人口販運案。
2024年5月21日，洪蒂維羅斯在社交媒體上透露，郭華萍的商業夥伴林寶英和張瑞金涉及新加坡最大的一宗洗錢案件，金額達30億新加坡元。郭華萍在當天的參議院聽證會上表示，她是在讀到洪蒂維羅斯的帖子後才得知自己與該犯罪集團有關。
一些眾議院議員也表示打算對郭華萍展開調查。並建議在她停職期間，暫時剝奪她對班班市警察部隊的指揮權。對此，郭華萍表示她不會辭職，而是計劃在2025年的地方選舉中競選連任。
菲律賓總統小馬可斯也支持進行調查，並補充說郭華萍已經被當局調查一段時間，而且大多數丹轆省的政治人物都不認識她。為了反駁小馬可斯「沒有人認識她」的說法，郭華萍在Facebook和其他社交媒體上張貼她與小馬可斯在一起的照片。2022年3月的照片顯示，郭華萍和小馬可斯在2022年選舉活動中穿著紅色襯衫和口罩，以及郭華萍與萊特省第一選區代表馬丁·羅穆阿爾茲擊掌的照片。2024年2月的另一張照片顯示，郭華萍在小馬可斯視察機場–新克拉克市聯絡道路（ANAR）期間與他碰肘。
2024年5月26日，華裔菲律賓活動家和學者洪玉華批評參議院的調查過於集中在郭華萍身上，聲稱調查已經偏離其主要目標線上博彩案，變成對郭華萍的生活方式和中文語言能力的審問。洪玉華呼籲調查「關注有助於立法的問題」，並譴責目前的調查已成為「荒謬查瑞拉歌劇式催淚片」。

## 爭議
2024年3月，菲律賓當局對班班的一處博彩賭場進行突擊行動，發現這實際上是一個網絡詐騙園區，涉嫌人口販運和非法拘留。當局解救近700名員工，其中包括202名中國人和73名其他國家人士。郭華萍被發現擁有該園區近一半的土地，其早前已聲稱發售相關財產。而其並被指控參與詐騙活動。在調查期間，她的身世也受到質疑。
6月4日，菲律賓《每日詢問報》報導指，郭華萍和另外兩名班班官員因涉入詐騙案被菲律賓監察員辦公室預防性停職6個月。同年6月菲律賓國家調查局透過指紋比對，証實她是2003年時持中華人民共和國護照入境的中國人，後使用假資料取得菲律賓的國籍。
隨後郭華萍在未通过菲律宾移民局审批的情况下，循非法途徑离开菲律宾前往马来西亚，之後又飞往新加坡，郭家人等與共犯也同時出逃海外。同年8月郭華萍的姊姊與一共犯在印尼被捕，但郭本人依然在逃，至9月3日才在印尼雅加達丹格朗落網。郭的姊姊在押送回菲律賓審訊後，坦承自己也是持偽造菲籍身分的中國人，與郭華萍和在菲律賓名義上的父親全無實際血緣關係。9月6日凌晨，郭華萍被印尼移交給菲律賓。

## 選舉歷史
| 党派 | 党派             | 候选人            | 得票数 | 百分比 |
| ---- | ---------------- | ----------------- | ------ | ------ |
|      | 無黨籍           | 愛麗絲·郭         | 16,503 | 42.98  |
|      | 民族主義人民聯盟 | 喬伊·索爾丁       | 16,035 | 41.76  |
|      | 阿克遜民主黨     | 迭戈加西亞·伊拉甘 | 3,230  | 8.41   |
|      | 菲律賓民主黨     | 約瑟夫·戈麥斯     | 2,372  | 6.18   |
|      | 無黨籍           | 孫·馬里姆拉       | 126    | 0.33   |
|      | 無黨籍           | 內斯特·塞拉諾     | 83     | 0.22   |
|      | 無黨籍           | 費迪南德·馬裡亞諾 | 48     | 0.13   |
| 合计 | 合计             | 合计              | 35,497 | 100.00 |